# Penelope Wilton

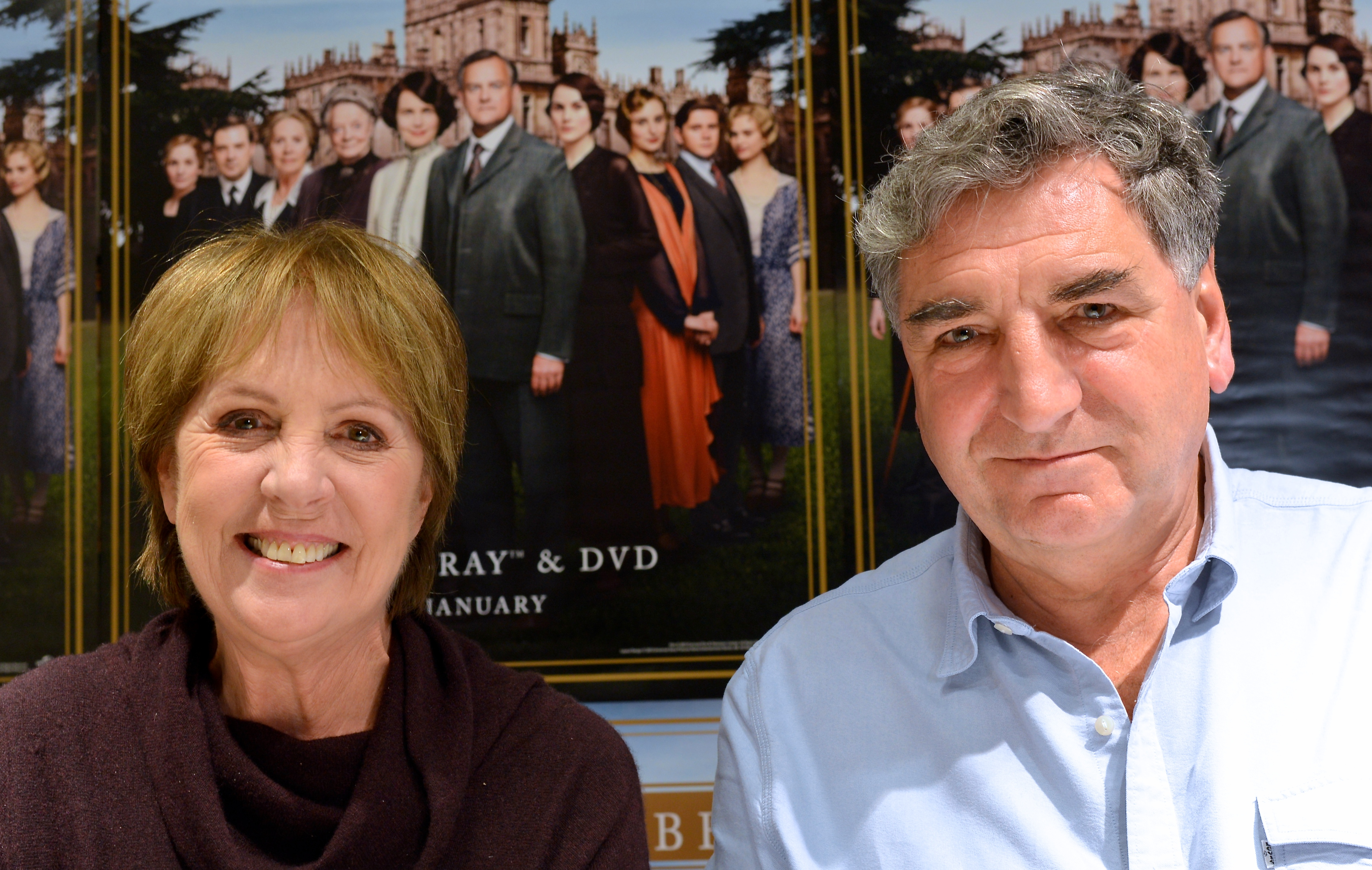
Penelope Wilton i Jim Carter, odtwórcy ról w serialu Downton Abbey

Penelope Alice Wilton (ur. 3 czerwca 1946 w Scarborough) – brytyjska aktorka teatralna i filmowa.

## Życiorys
Urodziła się w Scarborough. Pochodzi z rodziny o tradycjach aktorskich ze strony matki. Studiowała w Drama Centre London (1965–1968). Popularność zdobyła występując w telewizyjnym sitcomie BBC Ever Decreasing Circles z Richardem Briersem (1984–1989). 
Jako aktorka teatralna współpracowała m.in. z Royal Shakespeare Company i National Theatre Company. Na przestrzeni lat była wielokrotnie nominowana za swoją pracę do Olvier Award. W 2015 otrzymała tę prestiżową nagrodę w kategorii najlepsza aktorka w sztuce Taken at Midnight w Theatre Royal Haymarket. 
W 2012 została uhonorowana tytułem doktora honoris causa University of Hull Scarboroigh Campus.
W 2004 otrzymała Order Imperium Brytyjskiego (OBE), a w 2016 – tytuł Dame Commander (DBE).

## Życie prywatne
Była dwukrotnie zamężna. W 1975 poślubiła Daniela Masseya. Z tego związku urodziła się córka Alice (ur. 1977). Małżeństwo zakończyło się rozwodem w 1984. Od 1991 aż do rozwodu w 2001 była żoną innego aktora, Iana Holma. 

## Filmografia

### Filmy
- 1977: Joseph Andrews jako pani Wilson
- 1981: Kochanica Francuza jako Sonia
- 1986: Jak w zegarku jako Pat
- 1987: Krzyk wolności jako Wendy Woods
- 1995: Carrington jako lady Ottoline Morrell
- 2001: Iris jako Janet Stone
- 2003: Dziewczyny z kalendarza jako Ruth Reynoldson
- 2004: Wysyp żywych trupów jako Barbara
- 2005: Wszystko gra jako Eleanor Hewett
- 2005: Duma i uprzedzenie jako pani Gardiner
- 2006: Męska historia jako pani Bibby
- 2011: Hotel Marigold jako Jean
- 2016: BFG: Bardzo Fajny Gigant jako królowa
- 2018: Stowarzyszenie Miłośników Literatury i Placka z Kartoflanych Obierek jako Amelia Maugery
- 2019: Downton Abbey jako Isobel Grey, lady Merton
- 2022: Downton Abbey: Nowa epoka jako Isobel Grey, lady Merton

### Seriale
- 1984–1989: Ever Decreasing Circles jako Ann Bryce (27 odcinków)[6]
- 2005, 2008: Doktor Who jako Harriet Jones (cztery odcinki)
- 2010: Moja rodzinka jako Rosemary Matthews (1. odcinek)
- 2010–2015: Downton Abbey jako Isobel Crawley
- 2019–2020: After Life jako Anne